# Trachycephalus nigromaculatus
A Trachycephalus nigromaculatus a kétéltűek (Amphibia) osztályának békák (Anura) rendjébe és a levelibéka-félék (Hylidae) családjába tartozó faj.

## Előfordulása
A faj Brazília endemikus faja. Természetes élőhelye szubtrópusi vagy trópusi nedves síkvidéki erdők, szubtrópusi vagy trópusi nedves bozótosok, édesvizű tavak, időszakos édesvizű tavak, édesvizű mocsarak, időszakos édesvizű mocsarak, kertek, lepusztult erdők. A fajt élőhelyének elvesztése fenyegeti.